# Aethes deaurana
Aethes deaurana is een vlinder uit de familie bladrollers (Tortricidae). De wetenschappelijke naam is voor het eerst geldig gepubliceerd in 1877 door Peyerimhoff.
De soort komt voor in Europa.